# Chrzęsne
Chrzęsne – wieś w Polsce położona w województwie mazowieckim, w powiecie wołomińskim, w gminie Tłuszcz. Ma status sołectwa.
| SIMC    | Nazwa            | Rodzaj    |
| ------- | ---------------- | --------- |
| 0521472 | Kolonia Chrzęsne | część wsi |

Prywatna wieś szlachecka położona była w drugiej połowie XVI wieku w powiecie kamienieckim ziemi nurskiej województwa mazowieckiego. W latach 1975–1998 miejscowość administracyjnie należała do województwa ostrołęckiego.
W roku 1525 przywilej na wieś Chrzęsne otrzymuje od księcia Janusza Mazowieckiego ksiądz Jan Wojsławski za zasługi i pieniądze pożyczone na potrzeby kraju. W roku 1533 Chrzęsne staje się wsią królewską. W 1623 r. nabył te dobra Stefan Dobrogost Grzybowski, starosta kamieńczykowski.
Wierni Kościoła rzymskokatolickiego należą do parafii św. Stanisława w Postoliskach.

## Zabytki
W Chrzęsnem znajduje się wczesnobarokowy pałac zbudowany w 1635 roku dla Stefana Dobrogosta Grzybowskiego herbu Prus II, starosty warszawskiego i kamieńczykowskiego oraz kasztelana lubelskiego. Pałac powstał w miejscu drewnianego dworu z XVI wieku zbudowanego przez Jana Wojsławskiego. Obecnie istniejący pałac wzniesiono w 1635 r. Jest to piętrowa, murowana budowla na planie prostokąta. Po bokach środkowej części elewacji pn.-zach. znajdują się dwa ryzality z artykulacją szczytów w nurcie lokalnego warszawskiego wczesnego baroku. Płaszczyznowo potraktowana fasada podzielona została pilastrami. Naroża ujęto w boniowane lizeny. Prostokątne okna ujęto w uszakowate obramienia. Fryz podokapowy zdobi motyw roślinny. Ściany szczytowe poddasza podzielono toskańskimi pilasterkami. Naczółkowy dach z dymnikami kryty jest dachówką. Wewnątrz na parterze na sklepieniach zachowała się skromna lubelska sztukateria, a na piętrze bogato belkowane stropy. Zachowały się też rokokowe kominki z XVIII wieku. W pobliżu pałacu znajdują się pozostałości parku krajobrazowego z 1. poł. XIX w.
W XVIII wieku właścicielem pałacu był m.in. wojewoda płocki Teodor Szydłowski, a później Józef Kazimierz Kossakowski.
W 1859 roku pałac kupił Wincenty Koskowski. Później właścicielką pałacu została jego córka Wincentyna Karska. Zapraszała do siebie artystów z Warszawy, między innymi jednego z największych polskich impresjonistów Władysława Podkowińskiego. W kobiecie przedstawionej na jego obrazie Szał uniesień dopatrywano się Ewy Kotarbińskiej poznanej przez niego podczas pobytu w Chrzęsnem, a jego niespełniona miłość była rzekomo powodem zniszczenia dzieła przez artystę. Inne powstałe w pałacu dzieła Podkowińskiego to Portret Wincentyny Karskiej, Mokra Wieś, Sad w Chrzęsnem, W ogrodzie.

## Osoby związane z Chrzęsnem
- Wincentyna Karska z d. Koskowska (ur. 1865, zm. 1957) – polska ziemianka, ostatnia właścicielka majątku Chrzęsne.
- Zygmunt Karski (ur. 1898, zm. 1967) – polski prawnik, tłumacz i poeta, syn Wincentyny.
- Stanisław Kielak (ur. 25 listopada 1885 w Jasienicy, zm. 30 listopada 1940 w Auschwitz-Birkenau) – polski polityk doby międzywojennej, poseł na Sejm Ustawodawczy oraz II i IV kadencji w II RP, wicemarszałek Sejmu IV kadencji.
- Jan Kielak (1877-1917) – działacz społeczny i chłopski, redaktor dwutygodnika Siewba.
- Władysław Podkowiński – polski malarz.

## Transport
Przez wieś przebiega droga powiatowa nr 4328W oraz linia kolejowa nr 6 Zielonka – Kuźnica Białostocka.

## Szlaki rowerowe
Przez wieś przebiegają szlaki rowerowe:
- Jarzębia Łąka – Dobczyn PKP, 39,3 km[16]
- Mokra Wieś – Międzyleś, 16,9 km[17]
- szlak Wschód-Zachód przez Jadów, 35,4 km[18]